# Communauté de communes de Canche Ternoise
La communauté de communes de Canche Ternoise est une ancienne communauté de communes française, située dans le département du Pas-de-Calais et la région Nord-Pas-de-Calais, arrondissement d'Arras.

## Composition
Elle était composée des communes suivantes :
1. Azincourt
2. Béalencourt
3. Blangy-sur-Ternoise
4. Blingel
5. Éclimeux
6. Fillièvres
7. Fresnoy
8. Galametz
9. Incourt
10. Maisoncelle
11. Neulette
12. Noyelles-lès-Humières
13. Rollancourt
14. Saint-Georges
15. Tramecourt
16. Vacqueriette-Erquières
17. Vieil-Hesdin
18. Wail
19. Willeman

## Historique
Le 1er janvier 2014, l'intercommunalité fusionne avec la communauté de communes du Val de Canche et d'Authie et celle de l'Hesdinois pour former la communauté de communes des Sept Vallées.

## Présidents
| Période | Période | Identité | Étiquette | Qualité |
| ------- | ------- | -------- | --------- | ------- |
|         |         |          |           |         |
|         |         |          |           |         |

## Pour approfondir